# Kottweiler-Schwanden
Kottweiler-Schwanden est une municipalité de la Verbandsgemeinde Ramstein-Miesenbach, dans l'arrondissement de Kaiserslautern, en Rhénanie-Palatinat, dans l'ouest de l'Allemagne.

## Références

Localisation de Kottweiler-Schwanden dans la Verbandsgemeide et dans l'arrondissement

## Politique
|      | SPD | CDU | FWG | WG UB | Total     |
| 2009 | 3   | 6   | 4   | 3     | 16 Sièges |
| 2004 | 3   | 7   | 3   | 3     | 16 Sièges |